# Playing with Numbers
Chansons représentant Irlande au Concours Eurovision de la chanson
Heartbeat
(2014) Sunlight
(2016)
Playing with Numbers (en français « Jouer avec les nombres ») est la chanson de Molly Sterling qui représente l'Irlande au Concours Eurovision de la chanson 2015 à Vienne.
Le 21 mai 2015, lors de la 2e demi-finale, elle termine à la 12e place avec 35 points et par conséquent n'est pas qualifiée pour la finale.